# Bohóchalak

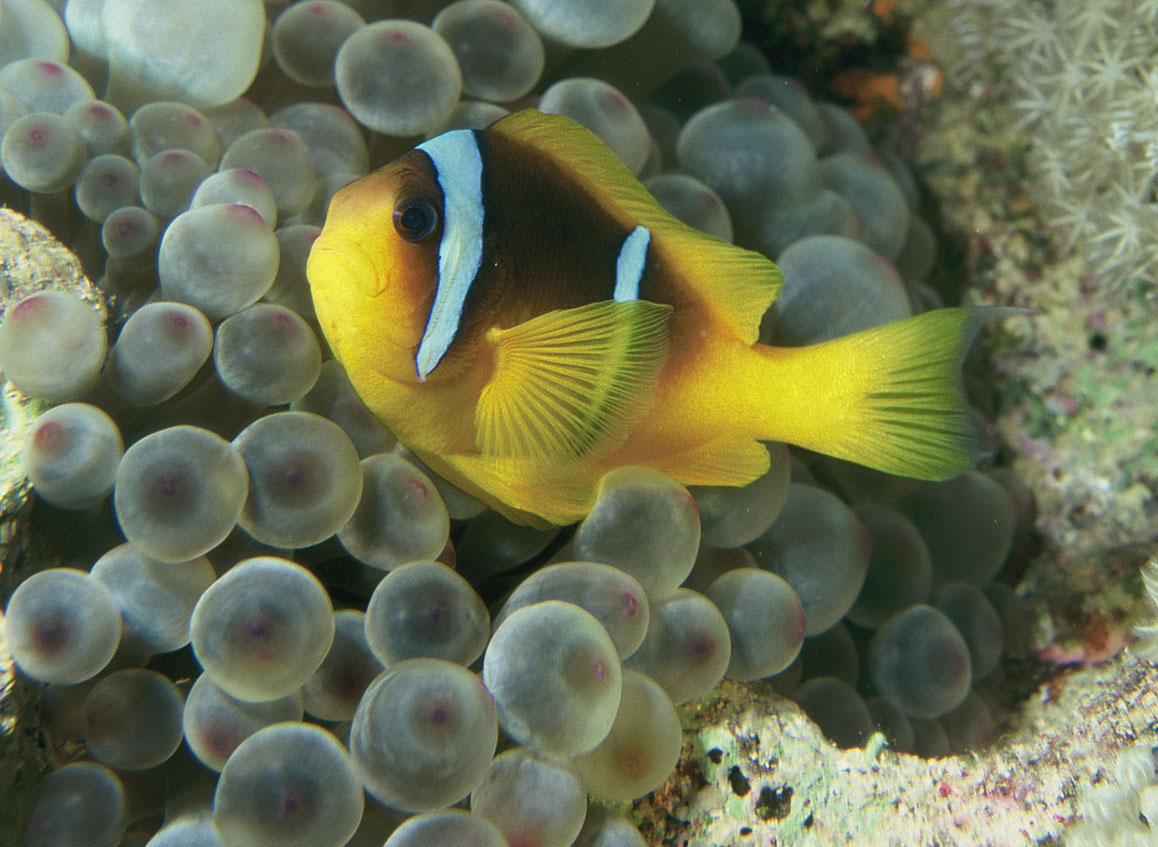
Kétsávos bohóchal (Amphiprion bicinctus)

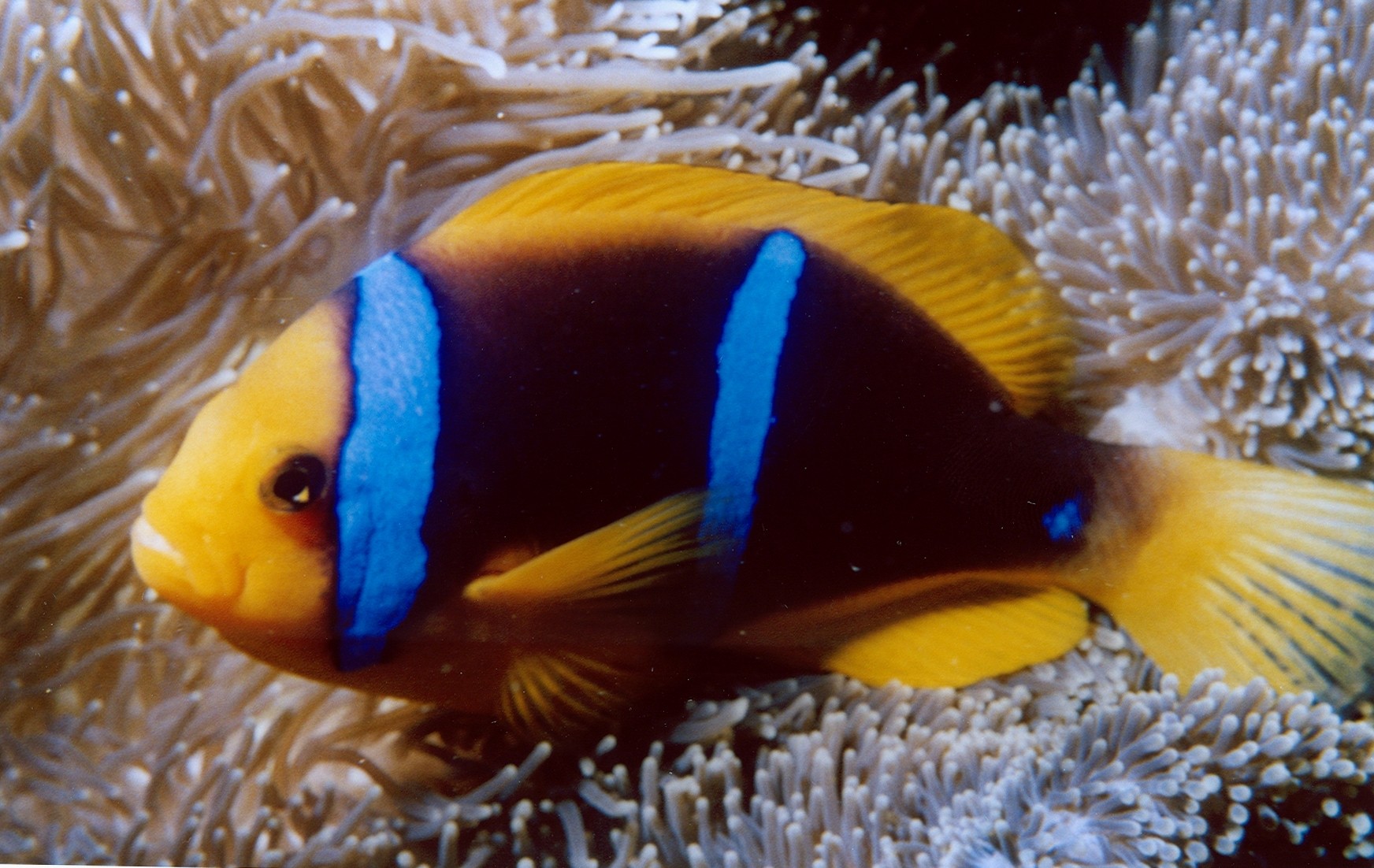
Amphiprion chrysopterus

A bohóchalak (Amphiprion) a sugarasúszójú halak (Actinopterygii) osztályának sügéralakúak (Perciformes) rendjébe, ezen belül a korállszirtihal-félék (Pomacentridae) családjába tartozó nem.

## Származásuk, elterjedésük
Az Amphiprion csontoshal-nem különféle fajai megtalálhatók a Vörös-tengerben, az Indiai-óceánban és a Csendes-óceán trópusi vizeiben. A narancs bohóchal (Amphiprion percula) különösen az ausztrál Nagy-korallzátony térségében gyakori faj.

## Megjelenésük, felépítésük
A bohóchalak testhossza fajonként eltérő, és 4,8-17 centiméter között változik. Színezetük is különféle, de mindig élénk. A halak nyálkaréteggel vonják be magukat, hogy a virágállatok mérge ne ártson nekik.

## Életmódjuk
Rendszerint kettesével élnek egy-egy virágállat (korallpolip) „albérlőiként”, és a virágállat által megölt halak maradványait eszik. A virágállat — bár nem akarattal — nemcsak táplálja a halakat, de védi is őket. „Viszonzásképpen” a bohóchalak is megvédik a virágállatot azoktól a halaktól, amelyek le tudnák csippenteni azok karjait. Fajtól függően 3-5 évig élnek.

### Szaporodásuk
Egy-egy nőstény több hímmel él csoportban. Az ívás a trópusi vizekben egész éven át tart. Az ikrákat nagy csomókban helyezik el. Kifejlődésükhöz 4-5 nap elegendő. Valamennyi példány hímnek születik, majd felnőtt korában kb. egy hét alatt nemet válthat, ha a csoport nősténye elpusztul.

## Rendszertani felosztásuk
A nembe az alábbi 29 faj tartozik:
- pajkos bohóchal (Amphiprion akallopisos) Bleeker, 1853
- Amphiprion akindynos Allen, 1972
- Amphiprion allardi Klausewitz, 1970
- Amphiprion barberi Allen, Drew & Kaufman, 2008
- kétsávos bohóchal (Amphiprion bicinctus) Rüppell, 1830
- Amphiprion chagosensis Allen, 1972
- Amphiprion chrysogaster Cuvier, 1830
- Amphiprion chrysopterus Cuvier, 1830
- Clark-bohóchal (Amphiprion clarkii) (Bennett, 1830)
- Amphiprion ephippium (Bloch, 1790) – típusfaj
- fehérsávos bohóchal (Amphiprion frenatus) Brevoort, 1856
- Amphiprion fuscocaudatus Allen, 1972
- Amphiprion latezonatus Waite, 1900
- Amphiprion latifasciatus Allen, 1972
- Amphiprion leucokranos Allen, 1973
- Amphiprion mccullochi Whitley, 1929
- fahéjszínű bohóchal (Amphiprion melanopus) Bleeker, 1852
- Amphiprion nigripes Regan, 1908
- közönséges bohóchal (Amphiprion ocellaris) Cuvier, 1830
- Amphiprion omanensis Allen & Mee, 1991
- Amphiprion pacificus Allen, Drew & Fenner, 2010
- narancs bohóchal (Amphiprion percula) (Lacepède, 1802)
- rózsa anemonahal (Amphiprion perideraion) Bleeker, 1855
- nyerges bohóchal (Amphiprion polymnus) (Linnaeus, 1758)
- Amphiprion rubrocinctus Richardson, 1842
- Amphiprion sandaracinos Allen, 1972
- sárgafarkú bohóchal (Amphiprion sebae) Bleeker, 1853
- Amphiprion thiellei Burgess, 1981
- Amphiprion tricinctus Schultz & Welander, 1953